# 刘诗白
刘诗白（1925年5月—），男，四川万县人，中国经济学家，西南财经大学名誉校长。

## 生平
1925年5月生于四川省重庆市。祖籍四川省万县。父亲当时是成都法政专科学校校长，在抗日战争时期曾担任四川省教育厅厅长。
1942年至1946年，在迁往乐山的国立武汉大学经济系学习，师从彭迪先。1943年，在大学加入地下革命团体“文谈社”。1946年大学毕业后，任四川大学经济系助教。1949年5月，加入中国民主同盟。1951年10月，追随彭迪先调至成华大学（1952年改组为四川财经学院）从事经济学教学与科研工作，长期讲授政治经济学、外国经济学史、当代资产阶级经济学说等课程。1962年晋升副教授。1963年，被推选为四川省学术界代表，出席全国哲学社会科学代表大会，成为与会者中最年轻的代表之一。
文化大革命期间被定为“反动学术权威”，遭到迫害，《当代资本主义经济危机》等书稿被洗劫一空。1977年，借调至中国社会科学院经济研究所工作两年，参加许涤新主编《政治经济学词典》编写工作。
1980年任四川财经学院经济系教授、系主任，1981年任四川财经学院副院长。1982年2月，加入中国共产党。1983年晋升教授，1984年被国务院学位委员会批准为政治经济学博士研究生导师。1985年至1990年，担任西南财经大学校长。1991年后，为西南财经大学名誉校长。1999年12月，受聘为上海财经大学兼职教授。
2012年，西南财经大学和刘诗白奖励基金设立一個名為「刘诗白经济学奖」的经济学奖项。
2017年9月28日，获第六届吴玉章人文社会科学终身成就奖。10月，将100万奖金全部捐赠给西南财经大学。

## 社会兼职
曾任四川省政协第三至六届委员，中国民主同盟第六至七届中央常委、四川省委员会副主任，四川省社会科学界联合会副主席、主席，四川省政协副主席（1993年至1997年）。国务院学位委员会第二届学科评议组成员。第七届全国人大代表（1988年至1993年）。第八届全国政协委员（1993年至1998年）。1996年3月13日，在政协第八届全国委员会第四次会议上增选为常务委员。

## 学术贡献
1947年，翻译了英国经济学家莫里斯·多布的《资本主义发展之研究》。1958年以前，主要研究当代资本主义经济及社会主义经济问题，出版有《原子能利用上的两条路线》《帝国主义殖民体系及其危机》等专著。此后，主要研究政治经济学理论，特别是中国经济体制改革的理论与实践问题。
1983年出版《社会主义商品生产若干问题研究》，在中国社会主义建设的实践经验的基础上，对有关社会主义商品生产的若干理论问题进行了初步探索。1985年率先提出银行企业化改革的设想。1986年后，发表了一系列有关国有企业进行产权制度改革的论文。1988年，在全国人大七届一次全会上，针对当时物价上涨与货币供应过量而导致通货膨胀的现象，起草了“人大常委会应设立金融政策委员会，加强金融宏观调控并监督货币发行”的专项议案。1989年，发起成立《经济学家》杂志，担任主编。1990年，在市场疲软的背景下提出“缓解市场疲软十策”。1994年，出版《产权新论》，提出了一个既维护国家所有权，又强化企业经营权的新的国有企业产权制度构架。
著有《社会主义商品生产若干问题研究》《社会主义所有制研究》《社会主义经济学原论》《产权新论》《论体制创新》《主体产权论》《我国转轨期经济过剩运行研究》等专著。

## 荣誉
1989年被评为全国教育系统劳动模范。2017年获“四川省社会科学杰出贡献专家”荣誉称号。2017年获第六届吴玉章人文社会科学终身成就奖。2019年获庆祝中华人民共和国成立70周年纪念章。